# 三种战争
“三种战争”是中国人民解放军（PLA）的官方政治和信息非动能战战略，采用媒体或舆论战，心理战和法律战。2003年修订的《中国人民解放军政治工作条例》将“三种战争”作为工作条例予以公布。

## 历史
据传，“三种战争”的灵感来自周朝军事家孙武的《孙子兵法》，尤其是书中“不战而胜”的理念。美国的中国问题专家劳拉·杰克逊（Laura Jackson）表示，这三种战争的目的是“不动一枪一弹，破坏国际机构，改变边界，颠覆全球媒体”。
2003年12月，由中国共产党中央委员会和中央军事委员会批准，三种战争理论用于指导解放军的政治和信息作战。《中国人民解放军政治工作条例》第二章第十八节规定了三种战争以及其他政治任务。“战时政治工作”下的三种战争是舆论战、心理战和法律战。三种战争被纳入解放军的教学计划。行动由解放军总政治部联络部（GPD/LD）、中国外交部和统战部共同负责。中国已经将三种战争纳入了地方政府和机构。
这些工作条例已经过修订。中国人民解放军军事科学院和中国人民解放军国防大学（NDU）最近的研究成果建立在三种战争理论的基础上，并扩展了其作用和方法；这当中包括解放军军事科学院的《军事战略科学》（2013）、国防大学的《舆论战、心理战和法律战概论》（2014）和国防大学的《军事战略科学》（2015）等文献。

### 政治斗争
在中国建国初期，政治战争不仅关系到中国在世界舞台上的竞争力，也关系到民族认同感的树立。
在军事冲突之前确立法律并非新鲜事。自中华人民共和国成立以来，开战理由总是在采取军事行动之前确立，例如朝鲜战争、1962 年中印战争、1969 年中苏边界冲突和 1979 年中越战争。以国内法为后盾的军事行动加强了中华人民共和国的地位，例如在南海使用 1992 年《领海法》和在台湾使用 2005 年《反分裂国家法》。这一外交传统现已与现代战争相结合。自中央军委政治工作部（前身为解放军总政治部）成立之日起，心理战就一直是其主要职责之一。媒体或舆论战将政治宣传技巧与欺骗和感知管理相结合。

### 信息战
解放军的《军事战略学》指出，信息系统在海湾战争中发挥了重要作用：“精确制导武器只占美军所有武器的7%，但却摧毁了80%的重要目标”。2007年，中国人民解放军网络空间部队信息工程大学校长撰写的《信息战理论》一书指出，信息战是中国军事改革的核心。

## 理论
对于解放军来说，在现代国际背景下，法律战是一种“揭露敌人”、“宣传自己的人道主义……赢得国际社会的普遍同情和支持……迫使对手陷入孤立和被动”的方式，等等。解放军战略家余国华认为，心理战“应该削弱敌人的士气，瓦解他们的战斗意志，点燃国内民众的反战情绪，加剧国际和国内冲突，削弱和动摇其高层决策者的战斗意志，从而削弱其军事实力优势”。媒体战的一种策略可能是“开放选择性研究解放军的部分，这些部分帮助传递了GPD和宣传部想要传递给外国观众的信息，同时隐藏了解放军活动的其他领域”。

### 国外的定义
印度智库马诺哈·帕里卡(Manohar Parrikar)国防研究与分析研究所 (MP-IDSA) 研究员阿比吉特·辛格 (Abhijit Singh) 认为，三种战争是指利用舆论战（或媒体战）、心理战和法律战来“削弱其在被视为核心利益地区的对手”，以“创造有利于中国的解决冲突的条件，而不诉诸物理战争”，或相反，“创造使用武力的气氛和环境”。舆论战或媒体战包括公开和秘密的媒体操纵，而法律战则包括利用国家和国际法律体系。
2011年，美国国防部定义了三种战争：
1)心理战——旨在通过旨在威慑、震慑和打击敌方军事人员和支持平民的行动来削弱敌人的作战行动能力。
2)媒体战——旨在影响国内和国际公众舆论，建立对中国军事行动的支持，并劝阻对手采取违背中国利益的行动。
3)法律战——利用国际法和国内法主张法律制高点或维护中国利益。它可以用来挫败对手的行动自由，塑造行动空间。它也被用来建立国际支持和管理中国军队可能产生的政治影响。
坎特伯雷大学政治学教授安妮-马里·布雷迪在其著作《让外国人服务中国》中描述了中国所采用的策略，包括：
...任命有政治权力的外国人担任中国企业或中资实体企业的要职。...与外国学者、企业家和政治家合作，在媒体和学术界宣传中国的观点。通过在中国展示慷慨的政治款待，与易受影响的个人建立积极的关系。

### 转移注意力
三场战争被西方分析家称为转移注意力的工具，其目的是转移人们对“中共统治下更大规模的组织和运作基础设施”的注意力。

## 事例
中国部署“三战”战略得到了多位战略家的认可，其中包括美国海军陆战队大学的克里·格沙内克（Kerry Gershaneck）教授、战略与国际问题研究中心（CSIS）的塞思·琼斯（Seth G. Jones）、澳大利亚国立大学（ANU）的迈克尔·克拉克（Michael Clarke）副教授和前中央情报局分析师彼得·马蒂斯（Peter Mattis）。法国国防部认为该战略是中国政治战的核心。该战略被视为北京为实现战略目标而将所有国家力量要素结合起来的能力的一部分。它可能包括在有争议地区建设军事基地，这样做不是为了动能目的，而是为了产生心理效果。

### 澳大利亚和新西兰
堪培拉大学法学教授萨沙·多夫·巴赫曼 (Sascha Dov Bachmann) 表示，自 2000 年以来，中国一直采取影响力行动，侵蚀澳大利亚和新西兰的主权。其目的是破坏两国有机政治进程的完整性，通过使用影响力和虚假宣传活动为北京营造友好的政治环境。安妮-马里·布雷迪 (Anne-Marie Brady) 表示，中国共产党与海外华人合作，作为统一战线战略的一部分，以推进中国在新西兰的政治和经济利益，其目标包括培养当地的政治领袖。

### “一带一路”
“一带一路”（BRI）项目被视为三种战争的关键要素。中国在这些国家的经济和政治精英中获得了盟友和客户，并让他们在各自的国家推动“一带一路”。

### 新冠
在新冠肺炎疫情期间，中国外交官赵立坚分享了一种理论，即一名美国陆军军人将病毒带到了中国。德国内政部还透露，中国外交官曾敦促德国对中国的新冠肺炎应对工作作出正面报道。世卫组织总干事谭德塞一直称赞中国“有效”的应对措施。

### 捷克共和国
据捷克共和国反情报机构安全情报局（BIS） 2014年的一份报告，“中国政府及其情报部门致力于影响捷克政治和国家并收集政治情报，包括政界人士和政府官员在内的捷克精英也积极参与其中。”

### 印度
印度人民党国际发展研究中心研究员阿比吉特·辛格认为，中国国有媒体新华社于 2013 年 1 月 29 日刊登的有关藏区连环自焚事件的新闻报道，就是媒体战的一个例子。该新闻报道旨在寻找藏人自焚事件与印度司法的“关联”，但负责审理此案的法庭并未做出判决。
《印度时报》报道称，在2017年洞朗对峙期间，中国对印度发动了三场战争中媒体战的目的是阻止印度继续在不丹的行动。中国媒体和多个部委在许多公开论坛上发表了相同目的声明。心理战包括称印度外交部长是骗子，并声称中国将改变其对印度锡金邦的立场，从而将锡金从印度控制中“解放”出来。法律战包括中国的声明，称不丹已接受中国对洞朗的主张，并应遵守中英藏印条约，而无视西姆拉条约。

### 南海地区
自2013年以来，中国在南海填海造岛并加强防御。填海工程和在岛屿上部署军事资产表明，中国正努力“削弱其他声索国（越南、菲律宾、文莱和马来西亚）反对自己的心理能力”。中国采取了激进的宣传举措，利用外交压力、新闻媒体和其他媒体“推动强化其主张的历史性的叙事，并警告其他国家不要对抗”。中国也一直试图推动一些说法，表明自己是南海地区国际法的维护者，以及自己对国际法的解读，以反对其他国家的立场，并使仲裁程序非法化。

### 台湾地区
中国通过解放军前总政治部 311 基地（该基地下辖至少 6 个团）的努力，对台湾发动了“三种战争”。在和平时期，311基地的雇员包括中国华谊广播公司这一商业前线。中国推动其他国家承认其为中国统一所做的努力，这都被描述为三种战争理论的一部分。

### 美国
2014年4月，五角大楼发布报告称，解放军正在使用“三战”战略，并预警中国使用强制性经济诱惑和其他非传统手段削弱美国及其地区伙伴保卫南海和东海岛屿和海洋的决心。2016 年，《战略安全杂志》（Journal of Strategic Security）报道称，中国利用“三战”战略影响国际社会，尤其是美国，以阻止针对其网络间谍活动的任何反战略的制定和实施。该活动已给美国造成 3,380 亿美元的损失。2020年，中国律师起诉美国隐瞒新冠肺炎疫情，这是将“三战”当作军事行动进行的一个例子。

## 对策
正如阿比吉特·辛格（Abhijit Singh）所建议的那样，应对“三场战争”的战略可以侧重于“提高对三场战争的认识”：建立“减轻影响”的标准操作程序，保持“灵活”的反应，以及“先发制人的攻击”。建议的对策包括记录、揭露、宣传和扩大中国使用“三场战争”技术的行动和活动。

## 评论
美国智库传统基金会亚洲政策研究中心的郑院长警告说，这种说法用词不当，许多人并不认为政治战（媒体战、心理战或法律战）是真正的“战争”。他说，对中国人来说，“政治战……是一种始终在进行的战略选择”。